# Ken Sansom
Frank Kenneth Sansom, detto Ken (Salt Lake City, 2 aprile 1927 – Holladay, 8 ottobre 2012), è stato un attore e doppiatore statunitense.

## Biografia
È noto soprattutto per aver doppiato Tappo nei film e serie di Winnie the Pooh.
Nel 1961 ha sposato Carla e con lei è rimasto fino alla morte. Hanno avuto tre figli: Matthias, Melissa e Melanie.
È morto nel 2012 a 85 anni in seguito a complicazioni dopo un ictus; è tumulato in Wasatch Lawn Memorial Park, a Millcreek (Utah).

## Filmografia parziale

### Attore
- La signora in giallo - serie TV, 3 episodi (1985-1986)

### Doppiatore
- Le nuove avventure di Winnie the Pooh - serie TV (1988-1991)
- Winnie the Pooh alla ricerca di Christopher Robin, regia di Karl Geurs (1997)
- T come Tigro... e tutti gli amici di Winnie the Pooh, regia di Jun Falkenstein (2000)
- Il libro di Pooh - serie TV (2001-2003)
- Buon anno con Winnie the Pooh, regia di Gary Katona e Ed Wexler (2002)
- Pimpi, piccolo grande eroe, regia di Francis Glebas (2003)
- Winnie the Pooh: Ro e la magia della primavera, regia di Saul Blinkoff e Elliot M. Bour (2004)
- Winnie the Pooh e gli Efelanti, regia di Frank Nissen (2005)
- Il primo Halloween da Efelante, regia di Saul Blinkoff e Elliot M. Bour (2005)
- I miei amici Tigro e Pooh - serie TV (2007-2010)

## Doppiatori italiani
- Valerio Ruggeri in Le nuove avventure di Winnie the Pooh, Winnie the Pooh alla ricerca di Christopher Robin, T come Tigro... e tutti gli amici di Winnie the Pooh, Il libro di Pooh, Buon anno con Winnie the Pooh, Pimpi, piccolo grande eroe, Winnie the Pooh: Ro e la magia della primavera, Winnie the Pooh e gli Efelanti, Il primo Halloween da Efelante, I miei amici Tigro e Pooh (1^ voce)
- Mino Caprio in I miei amici Tigro e Pooh (2^ voce)